# سكوت أيكين
سكوت أيكين (بالإنجليزية: Scott Aikin)‏ هو فيلسوف أمريكي، ولد في 1971.